# 1979年のナショナルリーグチャンピオンシップシリーズ
1979年の野球において、メジャーリーグベースボール（MLB）のポストシーズンは10月2日に開幕した。ナショナルリーグの第11回リーグチャンピオンシップシリーズ（英語: 11th National League Championship Series、以下「リーグ優勝決定戦」と表記）は、同日から5日にかけて計3試合が開催された。その結果、ピッツバーグ・パイレーツ（東地区）がシンシナティ・レッズ（西地区）を3勝0敗で下し、8年ぶり9回目のリーグ優勝および7回目のワールドシリーズ進出を果たした。
この年のレギュラーシーズンでは両球団は12試合対戦し、レッズが8勝4敗と勝ち越していた。両球団がリーグ優勝決定戦で対戦するのは1970年・1972年・1975年に次いで4度目で、過去3度は全てレッズが制していたが、今回初めてパイレーツが勝利した。レッズは1970年代の10年間でポストシーズン進出6回・ナショナルリーグ優勝4回・ワールドシリーズ優勝2回を果たし "ビッグレッドマシン" の異名をとっていた。しかし今シリーズを最後にチームは衰退期に入り、次のポストシーズン進出までは11年待つこととなる。シリーズMVPには、第1戦の延長11回に決勝の3点本塁打を放つなど、3試合で打率.455・2本塁打・6打点・OPS 1.753という成績を残したパイレーツのウィリー・スタージェルが選出された。このあとパイレーツは、ワールドシリーズでもアメリカンリーグ王者ボルチモア・オリオールズを4勝3敗で下し、8年ぶり5度目の優勝を成し遂げた。スタージェルはワールドシリーズとレギュラーシーズンでもMVPを受賞し、1年で3つのMVPを総なめにした史上初の選手となる。

## 試合結果
1979年のナショナルリーグ優勝決定戦は10月2日に開幕し、途中に移動日を挟んで4日間で3試合が行われた。日程・結果は以下の通り。
| 日付                                                    | 試合  | ビジター球団（先攻）     | スコア | ホーム球団（後攻）       | 開催球場                     | 開催球場                                                        |
| ------------------------------------------------------- | ----- | ------------------------ | ------ | ------------------------ | ---------------------------- | --------------------------------------------------------------- |
| 10月02日（火）                                          | 第1戦 | ピッツバーグ・パイレーツ | 5－2   | シンシナティ・レッズ     | リバーフロント・スタジアム   | リバーフロント・ · スタジアムスリー・ · リバース・ · スタジアム |
| 10月03日（水）                                          | 第2戦 | ピッツバーグ・パイレーツ | 3－2   | シンシナティ・レッズ     | リバーフロント・スタジアム   | リバーフロント・ · スタジアムスリー・ · リバース・ · スタジアム |
| 10月04日（木）                                          |       | 移動日                   | 移動日 | 移動日                   |                              | リバーフロント・ · スタジアムスリー・ · リバース・ · スタジアム |
| 10月05日（金）                                          | 第3戦 | シンシナティ・レッズ     | 1－7   | ピッツバーグ・パイレーツ | スリー・リバース・スタジアム | リバーフロント・ · スタジアムスリー・ · リバース・ · スタジアム |
| 優勝：ピッツバーグ・パイレーツ（3勝0敗 / 8年ぶり9度目） |       |                          |        |                          |                              | リバーフロント・ · スタジアムスリー・ · リバース・ · スタジアム |

### 第1戦 10月2日
- リバーフロント・スタジアム（オハイオ州シンシナティ）

|                          | 1 | 2 | 3 | 4 | 5 | 6 | 7 | 8 | 9 | 10 | 11 | R | H  | E |
| ------------------------ | - | - | - | - | - | - | - | - | - | -- | -- | - | -- | - |
| ピッツバーグ・パイレーツ | 0 | 0 | 2 | 0 | 0 | 0 | 0 | 0 | 0 | 0  | 3  | 5 | 10 | 0 |
| シンシナティ・レッズ     | 0 | 0 | 0 | 2 | 0 | 0 | 0 | 0 | 0 | 0  | 0  | 2 | 7  | 0 |

1. 勝利：グラント・ジャクソン（1勝）
2. セーブ：ドン・ロビンソン（1S）
3. 敗戦：トム・ヒューム（1敗）
4. 本塁打
PIT：フィル・ガーナー1号ソロ、ウィリー・スタージェル1号3ラン
CIN：ジョージ・フォスター1号2ラン
5. 審判
［球審］ジョン・キブラー
［塁審］一塁: エド・モンタギュー、二塁: ジェリー・デイル、三塁: フランク・プーリ
［外審］左翼: ディック・ステーロ、右翼: ジム・クイック
6. 夜間試合  試合時間: 3時間14分  観客: 5万5006人
詳細: MLB.com Gameday / Baseball-Reference.com

| ピッツバーグ・パイレーツ | ピッツバーグ・パイレーツ | ピッツバーグ・パイレーツ | ピッツバーグ・パイレーツ | ピッツバーグ・パイレーツ                                                                                       | シンシナティ・レッズ | シンシナティ・レッズ | シンシナティ・レッズ | シンシナティ・レッズ | シンシナティ・レッズ                                                                                      |
| ------------------------ | ------------------------ | ------------------------ | ------------------------ | --- | -------------------- | -------------------- | -------------------- | -------------------- | --- |
| 打順                     | 守備                     | 選手                     | 打席                     | J・キャンデラリアE・オットW・スター · ジェルP・ガーナーB・マドロックT・フォーリJ・ミルナーO・モレノD・パーカー | 打順                 | 守備                 | 選手                 | 打席                 | T・シーバーJ・ベンチD・ドリーセンJ・モーガンR・ナイトD・コンセプシオンG・フォスターH・クルーズD・コリンズ |
| 1                        | 中                       | O・モレノ                | 左                       | J・キャンデラリアE・オットW・スター · ジェルP・ガーナーB・マドロックT・フォーリJ・ミルナーO・モレノD・パーカー | 1                    | 右                   | D・コリンズ          | 両                   | T・シーバーJ・ベンチD・ドリーセンJ・モーガンR・ナイトD・コンセプシオンG・フォスターH・クルーズD・コリンズ |
| 2                        | 遊                       | T・フォーリ              | 右                       | J・キャンデラリアE・オットW・スター · ジェルP・ガーナーB・マドロックT・フォーリJ・ミルナーO・モレノD・パーカー | 2                    | 二                   | J・モーガン          | 左                   | T・シーバーJ・ベンチD・ドリーセンJ・モーガンR・ナイトD・コンセプシオンG・フォスターH・クルーズD・コリンズ |
| 3                        | 右                       | D・パーカー              | 左                       | J・キャンデラリアE・オットW・スター · ジェルP・ガーナーB・マドロックT・フォーリJ・ミルナーO・モレノD・パーカー | 3                    | 遊                   | D・コンセプシオン    | 右                   | T・シーバーJ・ベンチD・ドリーセンJ・モーガンR・ナイトD・コンセプシオンG・フォスターH・クルーズD・コリンズ |
| 4                        | 一                       | W・スタージェル          | 左                       | J・キャンデラリアE・オットW・スター · ジェルP・ガーナーB・マドロックT・フォーリJ・ミルナーO・モレノD・パーカー | 4                    | 左                   | G・フォスター        | 右                   | T・シーバーJ・ベンチD・ドリーセンJ・モーガンR・ナイトD・コンセプシオンG・フォスターH・クルーズD・コリンズ |
| 5                        | 左                       | J・ミルナー              | 左                       | J・キャンデラリアE・オットW・スター · ジェルP・ガーナーB・マドロックT・フォーリJ・ミルナーO・モレノD・パーカー | 5                    | 捕                   | J・ベンチ            | 右                   | T・シーバーJ・ベンチD・ドリーセンJ・モーガンR・ナイトD・コンセプシオンG・フォスターH・クルーズD・コリンズ |
| 6                        | 三                       | B・マドロック            | 右                       | J・キャンデラリアE・オットW・スター · ジェルP・ガーナーB・マドロックT・フォーリJ・ミルナーO・モレノD・パーカー | 6                    | 三                   | R・ナイト            | 右                   | T・シーバーJ・ベンチD・ドリーセンJ・モーガンR・ナイトD・コンセプシオンG・フォスターH・クルーズD・コリンズ |
| 7                        | 捕                       | E・オット                | 左                       | J・キャンデラリアE・オットW・スター · ジェルP・ガーナーB・マドロックT・フォーリJ・ミルナーO・モレノD・パーカー | 7                    | 一                   | D・ドリーセン        | 左                   | T・シーバーJ・ベンチD・ドリーセンJ・モーガンR・ナイトD・コンセプシオンG・フォスターH・クルーズD・コリンズ |
| 8                        | 二                       | P・ガーナー              | 右                       | J・キャンデラリアE・オットW・スター · ジェルP・ガーナーB・マドロックT・フォーリJ・ミルナーO・モレノD・パーカー | 8                    | 中                   | H・クルーズ          | 右                   | T・シーバーJ・ベンチD・ドリーセンJ・モーガンR・ナイトD・コンセプシオンG・フォスターH・クルーズD・コリンズ |
| 9                        | 投                       | J・キャンデラリア        | 左                       | J・キャンデラリアE・オットW・スター · ジェルP・ガーナーB・マドロックT・フォーリJ・ミルナーO・モレノD・パーカー | 9                    | 投                   | T・シーバー          | 右                   | T・シーバーJ・ベンチD・ドリーセンJ・モーガンR・ナイトD・コンセプシオンG・フォスターH・クルーズD・コリンズ |
| 先発投手                 | 先発投手                 | 先発投手                 | 投球                     | J・キャンデラリアE・オットW・スター · ジェルP・ガーナーB・マドロックT・フォーリJ・ミルナーO・モレノD・パーカー | 先発投手             | 先発投手             | 先発投手             | 投球                 | T・シーバーJ・ベンチD・ドリーセンJ・モーガンR・ナイトD・コンセプシオンG・フォスターH・クルーズD・コリンズ |
| J・キャンデラリア        | J・キャンデラリア        | J・キャンデラリア        | 左                       | J・キャンデラリアE・オットW・スター · ジェルP・ガーナーB・マドロックT・フォーリJ・ミルナーO・モレノD・パーカー | T・シーバー          | T・シーバー          | T・シーバー          | 右                   | T・シーバーJ・ベンチD・ドリーセンJ・モーガンR・ナイトD・コンセプシオンG・フォスターH・クルーズD・コリンズ |

3回表、パイレーツは先頭打者フィル・ガーナーの本塁打で先制する。さらに一死後、1番オマー・モレノの打球が右翼手デーブ・コリンズの後逸により三塁打となると、2番ティム・フォーリが犠牲フライでモレノを還し、もう1点を加えた。4回裏、レッズは先頭打者デーブ・コンセプシオンが左前打で出塁し、次打者ジョージ・フォスターが2点本塁打を放って同点に追いついた。その後は両チームの先発投手、レッズのトム・シーバーとパイレーツのジョン・キャンデラリアがともに二塁も踏ませず、2－2のまま試合が進んだ。8回裏、パイレーツはキャンデラリアからエンリケ・ロモに継投し、レッズは先頭打者シーバーの代打にリック・アワーバックを送った。アワーバックが三振のあと一死一・二塁となったが、パイレーツはロモに代えてケント・テカルヴをマウンドへ送り、テカルヴは3番コンセプシオンを三ゴロ併殺に打ち取って危機を凌いだ。
そのまま試合は延長戦へ突入し、11回表、レッズの2番手投手トム・ヒュームが3イニング目のマウンドに上がった。パイレーツは先頭打者ティム・フォーリからの連打で無死一・二塁と走者を溜めると、4番ウィリー・スタージェルが初球を本塁打にして3点を勝ち越した。その裏、パイレーツの4番手投手グラント・ジャクソンが二死をとったあと、3番コンセプシオンと4番フォスターを出塁させる。さらに代わって登板したドン・ロビンソンも、5番ジョニー・ベンチに四球を与えて満塁とした。しかし最後はレイ・ナイトを空振り三振に仕留め、パイレーツが逃げ切った。

### 第2戦 10月3日
- リバーフロント・スタジアム（オハイオ州シンシナティ）

|                          | 1 | 2 | 3 | 4 | 5 | 6 | 7 | 8 | 9 | 10 | R | H  | E |
| ------------------------ | - | - | - | - | - | - | - | - | - | -- | - | -- | - |
| ピッツバーグ・パイレーツ | 0 | 0 | 0 | 1 | 1 | 0 | 0 | 0 | 0 | 1  | 3 | 11 | 0 |
| シンシナティ・レッズ     | 0 | 1 | 0 | 0 | 0 | 0 | 0 | 0 | 1 | 0  | 2 | 8  | 0 |

1. 勝利：ドン・ロビンソン（1勝1S）
2. 敗戦：ダグ・ベアー（1敗）
3. 審判
［球審］エド・モンタギュー
［塁審］一塁: ジェリー・デイル、二塁: フランク・プーリ、三塁: ディック・ステーロ
［外審］左翼: ジム・クイック、右翼: ジョン・キブラー
4. 昼間試合  試合時間: 3時間24分  観客: 5万5000人
詳細: MLB.com Gameday / Baseball-Reference.com

| ピッツバーグ・パイレーツ | ピッツバーグ・パイレーツ | ピッツバーグ・パイレーツ | ピッツバーグ・パイレーツ | ピッツバーグ・パイレーツ                                                                               | シンシナティ・レッズ | シンシナティ・レッズ | シンシナティ・レッズ | シンシナティ・レッズ | シンシナティ・レッズ                                                                                          |
| ------------------------ | ------------------------ | ------------------------ | ------------------------ | --- | -------------------- | -------------------- | -------------------- | -------------------- | --- |
| 打順                     | 守備                     | 選手                     | 打席                     | J・ビビーE・オットW・スター · ジェルP・ガーナーB・マドロックT・フォーリJ・ミルナーO・モレノD・パーカー | 打順                 | 守備                 | 選手                 | 打席                 | F・パストーレJ・ベンチD・ドリーセンJ・モーガンR・ナイトD・コンセプシオンG・フォスターC・ジェロニモD・コリンズ |
| 1                        | 中                       | O・モレノ                | 左                       | J・ビビーE・オットW・スター · ジェルP・ガーナーB・マドロックT・フォーリJ・ミルナーO・モレノD・パーカー | 1                    | 右                   | D・コリンズ          | 両                   | F・パストーレJ・ベンチD・ドリーセンJ・モーガンR・ナイトD・コンセプシオンG・フォスターC・ジェロニモD・コリンズ |
| 2                        | 遊                       | T・フォーリ              | 右                       | J・ビビーE・オットW・スター · ジェルP・ガーナーB・マドロックT・フォーリJ・ミルナーO・モレノD・パーカー | 2                    | 二                   | J・モーガン          | 左                   | F・パストーレJ・ベンチD・ドリーセンJ・モーガンR・ナイトD・コンセプシオンG・フォスターC・ジェロニモD・コリンズ |
| 3                        | 右                       | D・パーカー              | 左                       | J・ビビーE・オットW・スター · ジェルP・ガーナーB・マドロックT・フォーリJ・ミルナーO・モレノD・パーカー | 3                    | 遊                   | D・コンセプシオン    | 右                   | F・パストーレJ・ベンチD・ドリーセンJ・モーガンR・ナイトD・コンセプシオンG・フォスターC・ジェロニモD・コリンズ |
| 4                        | 一                       | W・スタージェル          | 左                       | J・ビビーE・オットW・スター · ジェルP・ガーナーB・マドロックT・フォーリJ・ミルナーO・モレノD・パーカー | 4                    | 左                   | G・フォスター        | 右                   | F・パストーレJ・ベンチD・ドリーセンJ・モーガンR・ナイトD・コンセプシオンG・フォスターC・ジェロニモD・コリンズ |
| 5                        | 左                       | J・ミルナー              | 左                       | J・ビビーE・オットW・スター · ジェルP・ガーナーB・マドロックT・フォーリJ・ミルナーO・モレノD・パーカー | 5                    | 捕                   | J・ベンチ            | 右                   | F・パストーレJ・ベンチD・ドリーセンJ・モーガンR・ナイトD・コンセプシオンG・フォスターC・ジェロニモD・コリンズ |
| 6                        | 三                       | B・マドロック            | 右                       | J・ビビーE・オットW・スター · ジェルP・ガーナーB・マドロックT・フォーリJ・ミルナーO・モレノD・パーカー | 6                    | 一                   | D・ドリーセン        | 左                   | F・パストーレJ・ベンチD・ドリーセンJ・モーガンR・ナイトD・コンセプシオンG・フォスターC・ジェロニモD・コリンズ |
| 7                        | 捕                       | E・オット                | 左                       | J・ビビーE・オットW・スター · ジェルP・ガーナーB・マドロックT・フォーリJ・ミルナーO・モレノD・パーカー | 7                    | 三                   | R・ナイト            | 右                   | F・パストーレJ・ベンチD・ドリーセンJ・モーガンR・ナイトD・コンセプシオンG・フォスターC・ジェロニモD・コリンズ |
| 8                        | 二                       | P・ガーナー              | 右                       | J・ビビーE・オットW・スター · ジェルP・ガーナーB・マドロックT・フォーリJ・ミルナーO・モレノD・パーカー | 8                    | 中                   | C・ジェロニモ        | 左                   | F・パストーレJ・ベンチD・ドリーセンJ・モーガンR・ナイトD・コンセプシオンG・フォスターC・ジェロニモD・コリンズ |
| 9                        | 投                       | J・ビビー                | 右                       | J・ビビーE・オットW・スター · ジェルP・ガーナーB・マドロックT・フォーリJ・ミルナーO・モレノD・パーカー | 9                    | 投                   | F・パストーレ        | 右                   | F・パストーレJ・ベンチD・ドリーセンJ・モーガンR・ナイトD・コンセプシオンG・フォスターC・ジェロニモD・コリンズ |
| 先発投手                 | 先発投手                 | 先発投手                 | 投球                     | J・ビビーE・オットW・スター · ジェルP・ガーナーB・マドロックT・フォーリJ・ミルナーO・モレノD・パーカー | 先発投手             | 先発投手             | 先発投手             | 投球                 | F・パストーレJ・ベンチD・ドリーセンJ・モーガンR・ナイトD・コンセプシオンG・フォスターC・ジェロニモD・コリンズ |
| J・ビビー                | J・ビビー                | J・ビビー                | 右                       | J・ビビーE・オットW・スター · ジェルP・ガーナーB・マドロックT・フォーリJ・ミルナーO・モレノD・パーカー | F・パストーレ        | F・パストーレ        | F・パストーレ        | 右                   | F・パストーレJ・ベンチD・ドリーセンJ・モーガンR・ナイトD・コンセプシオンG・フォスターC・ジェロニモD・コリンズ |

2回裏、レッズは先頭打者ダン・ドリーセンからの連打で一・三塁とすると、一死後に9番・先発投手のフランク・パストーレが犠牲フライでドリーセンを還して先制した。パストーレは、4回表一死満塁から6番ビル・マドロックの遊ゴロが併殺崩れとなる間に同点とされ、5回表には二死二塁から2番ティム・フォーリの適時二塁打で逆転を許した。1点を追うレッズ打線は、5回裏に二死二塁、7回裏に一死二塁、8回裏に二死満塁、と走者を得点圏へ進めるものの、なかなか同点には追いつけない。しかし9回裏、一死から代打ヘクター・クルーズと1番デーブ・コリンズの連続二塁打で同点とし、試合を前日に続く延長戦にもつれ込ませた。
10回表、レッズの投手はダグ・ベアーに代わった。パイレーツは先頭打者オマー・モレノが右前打で出塁し、次打者フォーリが犠牲バントで走者を進める。そして3番デーブ・パーカーの適時打でモレノが勝ち越しのホームを踏んだ。その裏、5番ジョニー・ベンチから始まるレッズ打線をドン・ロビンソンが三者凡退に抑え、パイレーツが連勝でシリーズ突破へ王手をかけた。

### 第3戦 10月5日
- スリー・リバース・スタジアム（ペンシルベニア州ピッツバーグ）

|                          | 1 | 2 | 3 | 4 | 5 | 6 | 7 | 8 | 9 | R | H | E |
| ------------------------ | - | - | - | - | - | - | - | - | - | - | - | - |
| シンシナティ・レッズ     | 0 | 0 | 0 | 0 | 0 | 1 | 0 | 0 | 0 | 1 | 8 | 1 |
| ピッツバーグ・パイレーツ | 1 | 1 | 2 | 2 | 0 | 0 | 0 | 1 | X | 7 | 7 | 0 |

1. 勝利：バート・ブライレブン（1勝）
2. 敗戦：マイク・ラコス（1敗）
3. 本塁打
CIN：ジョニー・ベンチ1号ソロ
PIT：ウィリー・スタージェル2号ソロ、ビル・マドロック1号ソロ
4. 審判
［球審］ジェリー・デイル
［塁審］一塁: フランク・プーリ、二塁: ディック・ステーロ、三塁: ジム・クイック
［外審］左翼: ジョン・キブラー、右翼: エド・モンタギュー
5. 試合開始時刻: 東部夏時間（UTC-4）午後4時4分  試合時間: 2時間45分  観客: 4万2240人
詳細: MLB.com Gameday / Baseball-Reference.com

| シンシナティ・レッズ | シンシナティ・レッズ | シンシナティ・レッズ | シンシナティ・レッズ | シンシナティ・レッズ                                                                                      | ピッツバーグ・パイレーツ | ピッツバーグ・パイレーツ | ピッツバーグ・パイレーツ | ピッツバーグ・パイレーツ | ピッツバーグ・パイレーツ                                                                                     |
| -------------------- | -------------------- | -------------------- | -------------------- | --- | ------------------------ | ------------------------ | ------------------------ | ------------------------ | --- |
| 打順                 | 守備                 | 選手                 | 打席                 | M・ラコスJ・ベンチD・ドリーセンJ・モーガンR・ナイトD・コンセプシオンG・フォスターC・ジェロニモD・コリンズ | 打順                     | 守備                     | 選手                     | 打席                     | B・ブライレブンE・オットW・スター · ジェルP・ガーナーB・マドロックT・フォーリJ・ミルナーO・モレノD・パーカー |
| 1                    | 右                   | D・コリンズ          | 両                   | M・ラコスJ・ベンチD・ドリーセンJ・モーガンR・ナイトD・コンセプシオンG・フォスターC・ジェロニモD・コリンズ | 1                        | 中                       | O・モレノ                | 左                       | B・ブライレブンE・オットW・スター · ジェルP・ガーナーB・マドロックT・フォーリJ・ミルナーO・モレノD・パーカー |
| 2                    | 二                   | J・モーガン          | 左                   | M・ラコスJ・ベンチD・ドリーセンJ・モーガンR・ナイトD・コンセプシオンG・フォスターC・ジェロニモD・コリンズ | 2                        | 遊                       | T・フォーリ              | 右                       | B・ブライレブンE・オットW・スター · ジェルP・ガーナーB・マドロックT・フォーリJ・ミルナーO・モレノD・パーカー |
| 3                    | 遊                   | D・コンセプシオン    | 右                   | M・ラコスJ・ベンチD・ドリーセンJ・モーガンR・ナイトD・コンセプシオンG・フォスターC・ジェロニモD・コリンズ | 3                        | 右                       | D・パーカー              | 左                       | B・ブライレブンE・オットW・スター · ジェルP・ガーナーB・マドロックT・フォーリJ・ミルナーO・モレノD・パーカー |
| 4                    | 左                   | G・フォスター        | 右                   | M・ラコスJ・ベンチD・ドリーセンJ・モーガンR・ナイトD・コンセプシオンG・フォスターC・ジェロニモD・コリンズ | 4                        | 一                       | W・スタージェル          | 左                       | B・ブライレブンE・オットW・スター · ジェルP・ガーナーB・マドロックT・フォーリJ・ミルナーO・モレノD・パーカー |
| 5                    | 捕                   | J・ベンチ            | 右                   | M・ラコスJ・ベンチD・ドリーセンJ・モーガンR・ナイトD・コンセプシオンG・フォスターC・ジェロニモD・コリンズ | 5                        | 左                       | J・ミルナー              | 左                       | B・ブライレブンE・オットW・スター · ジェルP・ガーナーB・マドロックT・フォーリJ・ミルナーO・モレノD・パーカー |
| 6                    | 一                   | D・ドリーセン        | 左                   | M・ラコスJ・ベンチD・ドリーセンJ・モーガンR・ナイトD・コンセプシオンG・フォスターC・ジェロニモD・コリンズ | 6                        | 三                       | B・マドロック            | 右                       | B・ブライレブンE・オットW・スター · ジェルP・ガーナーB・マドロックT・フォーリJ・ミルナーO・モレノD・パーカー |
| 7                    | 三                   | R・ナイト            | 右                   | M・ラコスJ・ベンチD・ドリーセンJ・モーガンR・ナイトD・コンセプシオンG・フォスターC・ジェロニモD・コリンズ | 7                        | 捕                       | E・オット                | 左                       | B・ブライレブンE・オットW・スター · ジェルP・ガーナーB・マドロックT・フォーリJ・ミルナーO・モレノD・パーカー |
| 8                    | 中                   | C・ジェロニモ        | 左                   | M・ラコスJ・ベンチD・ドリーセンJ・モーガンR・ナイトD・コンセプシオンG・フォスターC・ジェロニモD・コリンズ | 8                        | 二                       | P・ガーナー              | 右                       | B・ブライレブンE・オットW・スター · ジェルP・ガーナーB・マドロックT・フォーリJ・ミルナーO・モレノD・パーカー |
| 9                    | 投                   | M・ラコス            | 右                   | M・ラコスJ・ベンチD・ドリーセンJ・モーガンR・ナイトD・コンセプシオンG・フォスターC・ジェロニモD・コリンズ | 9                        | 投                       | B・ブライレブン          | 右                       | B・ブライレブンE・オットW・スター · ジェルP・ガーナーB・マドロックT・フォーリJ・ミルナーO・モレノD・パーカー |
| 先発投手             | 先発投手             | 先発投手             | 投球                 | M・ラコスJ・ベンチD・ドリーセンJ・モーガンR・ナイトD・コンセプシオンG・フォスターC・ジェロニモD・コリンズ | 先発投手                 | 先発投手                 | 先発投手                 | 投球                     | B・ブライレブンE・オットW・スター · ジェルP・ガーナーB・マドロックT・フォーリJ・ミルナーO・モレノD・パーカー |
| M・ラコス            | M・ラコス            | M・ラコス            | 右                   | M・ラコスJ・ベンチD・ドリーセンJ・モーガンR・ナイトD・コンセプシオンG・フォスターC・ジェロニモD・コリンズ | B・ブライレブン          | B・ブライレブン          | B・ブライレブン          | 右                       | B・ブライレブンE・オットW・スター · ジェルP・ガーナーB・マドロックT・フォーリJ・ミルナーO・モレノD・パーカー |

初回裏、パイレーツは先頭打者オマー・モレノが四球で出塁し、2番ティム・フォーリの打席の初球に盗塁を決める。さらにフォーリの遊ゴロで相手の野手選択を誘って三塁へ進むと、3番デーブ・パーカーの左飛でタッチアップして生還、先制点を奪った。その後、2回裏には一死一・三塁から2番フォーリの犠牲フライで2点目を挙げ、3回裏には4番ウィリー・スタージェルと6番ビル・マドロックのソロ本塁打で2点を追加、4回裏にも二死一・二塁から4番スタージェルの適時二塁打で6－0とした。パイレーツの先発投手バート・ブライレブンに対しレッズは、6回表にジョニー・ベンチのソロ本塁打で1点を返したのみに終わる。ブライレブンは9回表、先頭打者ダン・ドリーセンと次打者レイ・ナイトを続けて内野ゴロに打ち取ったあと、最後は8番シーザー・ジェロニモを三振に仕留め、9奪三振完投勝利でパイレーツのリーグ優勝を決めた。